# Hou Hsiao-hsien
Hou Hsiao-hsien (Meixian, 8 april 1947) (jiaxiang: Guangdong, Meizhou, Meixian) is een filmregisseur uit Taiwan, en samen met Edward Yang en Tsai Ming-liang grondlegger van de "Nieuwe Taiwanese cinema".
De ouders van Hou Hsiao-hsien waren afkomstig van de zuidelijke provincie Guangdong in China maar vluchtten in 1949 voor de Chinese Burgeroorlog naar Taiwan, waar ze zich vestigden in Kaohsiung, na Taipei de grootste stad van Taiwan. Daar volgde hij na schooltijd en militaire dienst filmschool aan de National College for the Arts waar hij in 1972 afstudeerde.
De films van Hou Hsiao-hsien hebben als voornaamste thema de gevolgen van de geschiedenis op de levens van kleine lieden, waarbij de politieke ontwikkelingen in Taiwan sinds de Tweede Wereldoorlog vaak kritisch worden behandeld; parallel daarmee toont hij de groeiende desintegratie van families en vervreemding van jongeren onder invloed van de industrialisatie en groeiend consumentisme.
Zijn vroege films zijn opgebouwd rond autobiografische reminiscenties, waarin hij reflecteert op zijn jeugd en het landelijke Taiwan, en de tijd van zijn ouders en grootouders (Summer at Grandpa's; A Time to Live and a Time to Die).
Zijn historische films (The Puppetmaster; Good Men Good Women; Flowers of Shangai) behandelen de invloed van de geschiedenis op het dagelijkse leven, waarbij de recente geschiedenis van Taiwan, meer bepaald de conflicten tussen de nationalistische regering en het communistische verzet, een centrale rol spelen.
Ten slotte maakt hij de laatste jaren films die de sentimentele verwikkelingen en vervreemding van jongeren in het moderne Taiwan tot onderwerp hebben. Deze drie tijdsniveaus worden in Three Times met elkaar verweven.
De stijl van Hou Hsiao-hsien, die zich duidelijk manifesteert vanaf A Summer at Grandpa's, is minimalistisch, episodisch van opbouw, zonder allesoverheersende plot, en bijna documentair verteld, op het ogenschijnlijk banale af, en afstandelijk (o.a. door afstandopnames en door het frequent gebruik van voice-over of vertelstem). Zijn films laten vooral de gevolgen van de acties (die buiten beeld zijn gebeurd) zien, in opzettelijk gededramatiseerde, lange sequenties. Ze doen naar stijl vaak denken aan de films van de Japanse regisseur Yasuyiro Ozu, aan wie hij overigens met de film Café Lumière hulde bracht.
Hij is ermee tot voorloper geworden van een moderne Aziatische 'avant-garde' cinema, die ook in het Westen een voorname plaats in de arthouse-cinema heeft veroverd (zie eveneens Wong Kar Wai).
Voor zijn films ontving hij reeds herhaaldelijk belangrijke prijzen op de belangrijkste filmfestivals.
Hij is eveneens actief als producent en is soms als acteur te zien.

## Filmografie
- Cute Girls (1980)
- Cheerful Wind (1981)
- The Green, Green Grass of Home (1983)
- The Boys From Fengkuei (1983)
- The Sandwich Man (1983)
- A Summer at Grandpa's (1984)
- A Time to Live, A Time to Die (1985) - Prijs van de internationale kritiek, Berlijn
- Dust in the Wind (1986)
- Daughter of the Nile (1987)
- A City of Sadness (1989) - Gouden Leeuw, Venetië
- The Puppetmaster (1993) - Prijs van de jury, Cannes
- Good Men, Good Women (1995)
- Goodbye South, Goodbye (1996)
- Flowers of Shanghai (1998)
- Millennium Mambo (2001)
- Café Lumière (2003)
- Three Times (2005)
- Voyage du Ballon Rouge (2007)
- La Belle Epoque (2011)
- The Assassin (2015)

over Hou Hsiao-hsien:
- Cinéaste de notre temps: HHH, Un portrait de Hou Hsiao-Hsien (Olivier Assayas, 1997)